# Vera Poska-Grünthal
Vera Poska-Grünthal (* 25. März 1898 in Reval, Russisches Kaiserreich; † 29. Januar 1986 in Stockholm, Schweden) war eine estnische Juristin und Publizistin. Sie gilt als ihrerzeit führende Persönlichkeit des Feminismus in Estland und war eine der Gründerinnen der International Federation of Women Lawyers (IFWL, Internationaler Verband der Anwältinnen).

## Familie
Veera Poska wurde am 25. März 1898 in Reval geboren. Ihre Eltern waren der Anwalt und Politiker Jaan Poska (1866–1920) und Constance geb. Ekström (1870–1926). Die Familie war orthodox geprägt. Geschwister waren die Ärztin Ksenia Poska (1896–1964), die Historikerin Tatjana Poska-Laaman (1900–1988), der Anwalt Jaan Poska (1902–1941), Georg (1904–1906), die Übersetzerin Anna Poska (1905–1986), die Juristin Jelena Poska–Niinemanni (1907–1939), Niina Poska-Lehes (1913–1953) und der Jurist und Geistliche Jüri Poska (1919–1974).
Veera Poska heiratete 1919 den Juristen und Politiker Timoteus Grünthal (1893–1955) und wurde Mutter von fünf Kindern: Konstantsia (Tanni, 1920–2005), Swetlana (1922–1928), Ivar (1924–1996), Veera (1925–2018) und Timotheus (1930–2008). Der hingerichtete Politiker Eduard Laaman (1888–1941) war ihr Schwager, die Dichterin Ilona Laaman (1934–2017) ihre Nichte.

## Estland
Kriegsbedingt studierte Poska nach 1915 Rechtswissenschaften in Sankt Petersburg und Woronesch. Nach ihrer Heirat verzog das Ehepaar nach Kuressaare und 1920 nach Tartu (Dorpat). Als Mutter von vier Kindern schloss Poska-Grünthal 1925 ihr Studium an der Universität Tartu ab. Anschließend arbeitete sie als Anwältin im Rechtsamt der Stadt Tallinn. Daneben unterstützte sie Anwälte in Tallinn und zwischen 1929 und 1935 in Tartu bei Ehefragen und Scheidungsfällen.
Poska-Grünthal nahm 1928 als Delegierte der Eesti Naisorganisatsioonide Liit (Vereinigung der estnischen Frauenvereine) am ersten Kongress für Sozialarbeit in Paris teil. Dort gründete sie mit vier Mitstreiterinnen aus Deutschland, Frankreich und Spanien die Fédération Internationale des Femmes de Carrièrre Juridique (IFWL – International Federation of Women Lawyers). Im folgenden Jahr veranstaltete der Verband seinen ersten Kongress in Paris mit Juristinnen aus 18 Staaten. Im Jahr 1934 reichte sie mit anderen Frauen eine Gesetzesvorlage zur Reform des Familienrechts in Estland ein. Von der International Federation of University Women (IFUW) wurde sie zu den Kongressen der Jahre von 1936 bis 1938 eingeladen.
In Tartu, wo ihr Ehemann Vorlesungen hielt, gründete und leitete Poska-Grünthal eine feministische Bibliothek in Zusammenarbeit mit dem Eesti Akadeemiliste Naiste Ühing (EANÜ; Estnischer Verein der Akademikerinnen). Zu ihren weiteren Gründungen gehörten 1931 der Tartu Soroptimistide Ühing (Verein Tartuer Soroptimistinnen), der Ühing Kodu ja Koo (Verein für Haus und Schule) und 1939 der Tartu Emadekaiste Ühing (Verein für Müttergenesung). Poska-Grünthal verteidigte 1939 ihre Diplomarbeit über den Arbeitsschutz Minderjähriger. Mit einem Stipendium arbeitete sie von März 1939 bis Februar 1940 an der Sorbonne in Paris. Ihre Dissertation zum Jugendschutz wurde 1941 abgeschlossen, blieb aber unverteidigt. Im Jahr 1940 wurde Poska-Grünthal mit dem Orden des estnischen Roten Kreuzes vierter Klasse ausgezeichnet.
Während des Vormarsches der Roten Armee im Zweiten Weltkrieg floh die Familie 1944 nach Stockholm in Schweden.

## Stockholm und Kanada
Timoteus Grünthal erhielt ein staatliches Stipendium an der Universität Stockholm. Poska-Grünthal begann im Exil journalistisch zu arbeiten. Von 1952 bis 1981 gab sie die Frauenzeitschrift Triinu in estnischer Sprache heraus, die sie 1952 in Stockholm gegründet hatte. Nach dem Tod ihres Mannes ging Poska-Grünthal 1955 nach Nordamerika. Die Redaktion wurde 1954 nach Toronto verlegt und Triinu wurde das Organ der Toronto Eesti Naisselts (eksiilis). Ihre Tochter Tanni Kents übernahm die Herausgeberschaft bis zur Einstellung im Winter 1995. Nach ihrem Buch über die Frauenbewegung (Naine ja naisliikumine), das 1936 erschien, veröffentlichte Poska-Grünthal 1969 mit Aufzeichnungen ihres Bruders das Werk Jaan Poska tütar jutustab mit Erinnerungen an den Vater und das Leben im Elternhaus. Autobiographisch geprägte Bücher über ihr Leben in Estland und im Exil erschienen 1975 und posthum 1985. Sie hätte gerne die EANÜ im Exil neu gegründet, aber die International Federation of University Women hatte Bedenken, da die Republik Estland nicht mehr bestand.
Vera Poska-Grünthal starb am 29. Januar 1986 in Stockholm. Nachlässe werden in Estland und vom Reichsarchiv in Stockholm aufbewahrt.

## Werke
- Abieluseadused. Rootsi abieluseadus 11. juunist 1920. a. Soome abieluseadus 13. juunist 1929. a. (Vergleich von Ehegesetzen)
- Naine ja naisliikumine. Peajooni naisliikumise ajaloost ja probleemistikust. Tartu 1936.
- Minni Kurs-Olesk. Eesti Akadeemiliste Naiste Ühing, Tallinn 1939.
- mit Jaan Poska: Jaan Poska tütar jutustab. Mälestusi oma isast ja elust vanemate kodus. Orto, Toronto 1969.
- See oli Eestis 1919–1944. Stockholm 1975.
- Elu jätkub võõrsil. Förf, Toronto 1985.